# Bitka pri Fishdam Fordu
Bitka pri Fishdam Fordu je bil poskus presenetljivega napada britanskih sil pod poveljstvom majorja Jamesa Wemyssa (britanski častnik) na tabor patriotske milice pod poveljstvom lokalnega brigadnega generala Thomasa Sumterja okoli 1. ure zjutraj 9. novembra 1780, pozno v ameriški revolucionarni vojni. Wemyss je bil v napadu ranjen in ujet, ki ni uspel zaradi okrepljene varnosti v Sumterjevem taboru in ker Wemyss ni čakal do zore, da bi začel napad.

## Ozadje
V skladu z britansko "južno strategijo" za zmago v ameriški revolucionarni vojni so britanske sile v začetku leta 1780 zavzele Charleston in pregnale sile kontinentalne vojske iz Južne Karoline. Po uspešnem porazu kontinentalne vojske pri Camdenu avgusta 1780 se je britanski general lord Cornwallis s svojo vojsko ustavil v regiji Waxhaws v severni Južni Karolini. Ker je verjel, da britanske in lojalistične sile nadzorujejo Georgio in Južno Karolino, se je odločil, da se obrne proti severu in se spopade z grožnjo, ki so jo predstavljali ostanki kontinentalne vojske v Severni Karolini. Sredi septembra se je premaknil proti severu v Charlotte v Severni Karolini, kjer so ga praktično obkolile aktivne enote severnokarolinske milice in kontinentalne vojske. Po pomembnem porazu zbranih lojalistov pri Kings Mountain se je Cornwallis umaknil nazaj v Winnsboro v Južni Karolini, kjer se je lotil poskusov zatiranja patriotske milice, ki je nadlegovala njegove oskrbovalne in komunikacijske linije.
Dva problematična poveljnika milic v Južni Karolini sta bila Thomas Sumter in Francis Marion. Marion je povzročal težave Cornwallisu v severovzhodnem delu države, vzhodno od reke Santee. Njegove dejavnosti so bile dovolj uspešne, da je Cornwallis novembra poslal podpolkovnika Banastreja Tarletona, da bi izsledil prebrisanega Mariona. Sumter je povzročal podobne težave v zaledju, kamor je Cornwallis poslal majorja Jamesa Wemyssa s 63. polkom in nekaj lojalističnimi dragonskimi vojaki, da ga najdejo.
Wemyss je 8. novembra od lokalnih lojalistov izvedel, da je Sumter taboril blizu Fishdam Forda. Njegovi obveščevalni podatki o Sumterjevem taboru so bili dovolj podrobni, da so bili nekateri možje posebej določeni za napad na Sumterjev šotor. Wemyss je hitro napredoval in zgodaj 9. novembra prispel v bližino Sumterjevega tabora. Ker se je bal, da bi jih Sumterjeve patrulje odkrile, se je Wemyss odločil za takojšen napad, namesto da bi čakal na zoro.

## Bitka
Sumterjevi možje so bili previdni zaradi možnosti presenetljivih napadov, ki so bili priljubljena britanska taktika. Njegovi častniki so svojim možem ukazali, naj ležijo na rokah, naj ohranjajo ogenj goreč in imeli so posebna navodila, kako se razporediti v primeru napada. Ko je Wemyss vodil britanski napad na Sumterjeve stražarje, ga je dvakrat zadel ogenj iz mušket in je padel. Njegovi dragonski vojaki so nadaljevali napad v tabor, kjer so jih osvetljevali ognji, kar je Sumterjevim možem, ki so se postavili v gozd tik pred taborom, ponudilo lahke tarče. Njihov prve salve so presenetile vodilno britansko četo, ubile in ranil so več mož. Umaknili so se, Wemyssova pehota pa je nato napredovala v tabor, kjer so tudi oni padli pod ogenj iz gozda. Britanci so poskušali z bajonetnim napadom, vendar jih je v temi zmedla ograja med obema vrstama. Po dvajsetih minutah bitke so se Britanci umaknili in pustili svoje ranjence, vključno z majorjem Wemyssom, na bojišču; domoljubi so zmagali.
Sumter v bitki ni imel praktično nobene vloge, saj je že na začetku akcije pobegnil iz svojega šotora na rečni breg.

## Posledice
Po britanskem neuspehu je lord Cornwallis odpoklical Tarletona, da bi se namesto tega lotil Sumterja, za katerega je verjel, da pripravlja napad na utrjeno naselje Ninety Six, Južna Karolina. Tarleton in Sumter sta se srečala na Blackstock's Farm, v kateri se je Sumter skoraj maščeval za Tarletonov skorajšnje ujetje in poraz avgusta pri Fishing Creeku.